# Eliades Ochoa
Eliades Ochoa (* 22. června 1946, Loma de la Avispa, Songo La Maya, Kuba) je kubánský hráč na tres, kytaru a zpěvák stylu guajira.

## Život a kariéra
Eliades Ochoa se narodil v Loma de la Avispa, Songo La Maya nedaleko Santiaga de Cuba. Vyrůstal na venkově, kde ho ovlivňovala hudba jeho rodičů. Na kytaru začal hrát už v šesti letech, v roce 1958 začal hrát na tres. Již jako velmi mladý vystupoval v Santiagu jako pouliční umělec a finančně tak podporoval své rodiče.
V 60. letech hrál Eliades Ochoa ve skupině Oriental Quintet a později Septeto Típico. V roce 1978 se pak stal členem skupiny Cuarteto Patria, známé již od roku 1940.
Eliades Ochoa zpívá, hraje na kytaru a především na tres a jeho verzi cuatro (se dvěma přídavnými strunami), původem kubánské hudební nástroje, ponejvíce hudbu stylu guajira (kubánská country music). Vždy vystupuje ve svém typickém kovbojském klobouku. Ačkoli hudební kořeny zpěváka jsou ve stylech guajira, guaracha a bolero, dokáže interpretovat jakoukoli kubánskou lidovou hudbu.
Do mezinárodního povědomí se Ochoa dostal díky účasti v projektu Ry Coodera Buena Vista Social Club a díky stejnojmennému filmu Wima Wenderse.
V roce 1988 nahrál Eliades Ochoa album CubAfrica spolu s Manu Dibangem, v roce 1999 album Sublime Ilusión.

## Diskografie
(Neúplná diskografie od roku 1996)

### Sólová alba
- Lion Is Loose, 1996
- CubAfrica (s Manu Dibango), 1998
- Sublime Ilusión, 1999
- Son de Santiago, 1999
- Y El Cuarteto Patria, 1999
- Chanchaneando: Roots of Buena Vista, 2000
- Tribute to the Cuarteto Patria, 2000
- Tributo Al Cuarteto Patria, 2000
- Eliades Ochoa Y el Cuarteto Patria, 2000
- Cuidadito Compay Gallo, 2001
- Son de Oriente, 2001
- Estoy Como Nunca, 2002
- Ochoa y Segundo, 2003
- Se Solto un Leon, 2006

### Kompilace
- Grandes Exitos: Roots of Buena Vista, 2001
- Cuarteto Patria 1965–1981, 2004
- Guajiro Sin Fronteras: Grandes Exitos, 2005
- A la Casa de la Trova, 2005
- The Essential Collection, 2006
- Best of Buena Vista, 2006
- Coleccion Cubana, 2007

### Spolupráce na dalších albech
- Buena Vista Social Club, 1996
- Umoja (se skupinou Bløf, píseň Hemingway), 2006
- From Another World: A Tribute to Bob Dylan produkce: Alain Weber, 2013, vlastní verze písně All Along the Watchtower[1][2]